# James Spicer
James Spicer este un om politic britanic, membru al Parlamentului European în perioadele 1973-1979 și 1979-1984 din partea Regatului Unit. 
1. 1 2 3 4 5 6  Hansard 1803–2005
2. ↑  Deputații în Parlamentul European